# ジャン＝バティスト・ブカリー・リンガニ
ジャン＝バティスト・ブカリー・リンガニ（Jean-Baptiste Boukary Lingani、生年月日不詳 - 1989年9月19日）は、オートボルタ（現・ブルキナファソ）の陸軍将校・政治家である。最終階級は少佐。ブレーズ・コンパオレに対するクーデターを企てたとしてアンリ・ゾンゴと共に処刑された。リンガニは、ローラン・セデゴ、ジルベール・ディエンデレ、エルマン・ヤメオゴ、イッサ・ティエンドレベオゴの他、いとこのアラン・ウイルマらによる陰謀で排除されたとみられている。名前は英語読みでジーン＝バプティスト、あるいは英仏混在でジャン＝バプティストまたはジーン＝バティストなどと書かれる場合もある。

## 経歴
セネガルの首都サン＝ルイにあったサン＝ルイ陸軍幼年学校で教育を受けた。後にワガドゥグー郊外にあるカディオゴ陸軍幼年学校の教官となった。
サンゴール・ラミザナ政権下の1976年、リンガニは秘密裏にオートボルタ陸軍内の左翼性向の下士官を集めて共産主義将校団（フランス語: Regroupement des officiers communistes、ROC）を組織した。そのメンバーには、アンリ・ゾンゴ、ブレーズ・コンパオレとトマ・サンカラも含まれていた。1980年にラミザナ政権がセイェ・ゼルボ大佐率いる無血軍事クーデターにより倒され、続いて1982年にはゼルボ政権がジャン＝バティスト・ウエドラオゴ少佐のクーデターで倒されると、リンガニの同志であったトマ・サンカラが首相に就任した。旧宗主国フランスは左翼将校がウエドラオゴ政権に与える影響を危険視し、フランス大統領フランソワ・ミッテランの子息でアフリカ問題顧問を務めていたジャン・クリストフ・ミッテランのオートボルタ訪問直後に、リンガニはサンカラおよびゾンゴとともに逮捕された。
サンカラは国民から支持を集めており、その逮捕に反発する国民が蜂起したことから、これに乗じてブレーズ・コンパオレがクーデターを起こしてサンカラを大統領に就任させた。リンガニと共産主義将校団のメンバーは、新たな軍事政権「大衆救済評議会（Council of Popular Salvation）」に参加した。サンカラは自身を革命家とみなして社会の根本的な変革に取り組み、「民主的な人民革命」と称して革命体勢の組織化を図った。その達成のため、新たに革命少年団や革命防衛委員会、人民革命法廷といった組織が設立され、1984年には国号がオートボルタからブルキナファソに改められた。
リンガニはサンカラ政権で人民防衛大臣および軍最高司令官を務め、在任中の1985年にはマリとの間で第二次アガシェ戦争を戦っている。
1987年10月15日、トマ・サンカラがブレーズ・コンパオレとジルベール・ディエンデレが組織した軍事クーデターで暗殺されたが、リンガニとゾンゴはこのクーデターを察知できていなかった。コンパオレはサンカラが旧宗主国フランスと隣国コートジボワールとの関係を悪化させたことを理由に挙げてクーデターを正当化し、サンカラの後任として大統領に就任した。
リンガニは、コンパオレの下で引き続き人民防衛大臣兼最高司令官を務め、コンパオレの海外訪問中は人民戦線の議長代理を任されるなど一定の信任を受けていた。しかし、1989年9月18日の中国訪問中に突如ゾンゴおよび将校2名とともに逮捕され、クーデター企図の罪で起訴された。ゾンゴとリンガニは国営ラジオで「ファシスト」と非難され、間もなく処刑された。こうして有力なライバルを排除したコンパオレは、2014年ブルキナファソ反政府運動により退陣させられるまで、25年に渡ってブルキナファソを支配した。